# Nationale Maatschappij voor Krediet aan de Nijverheid

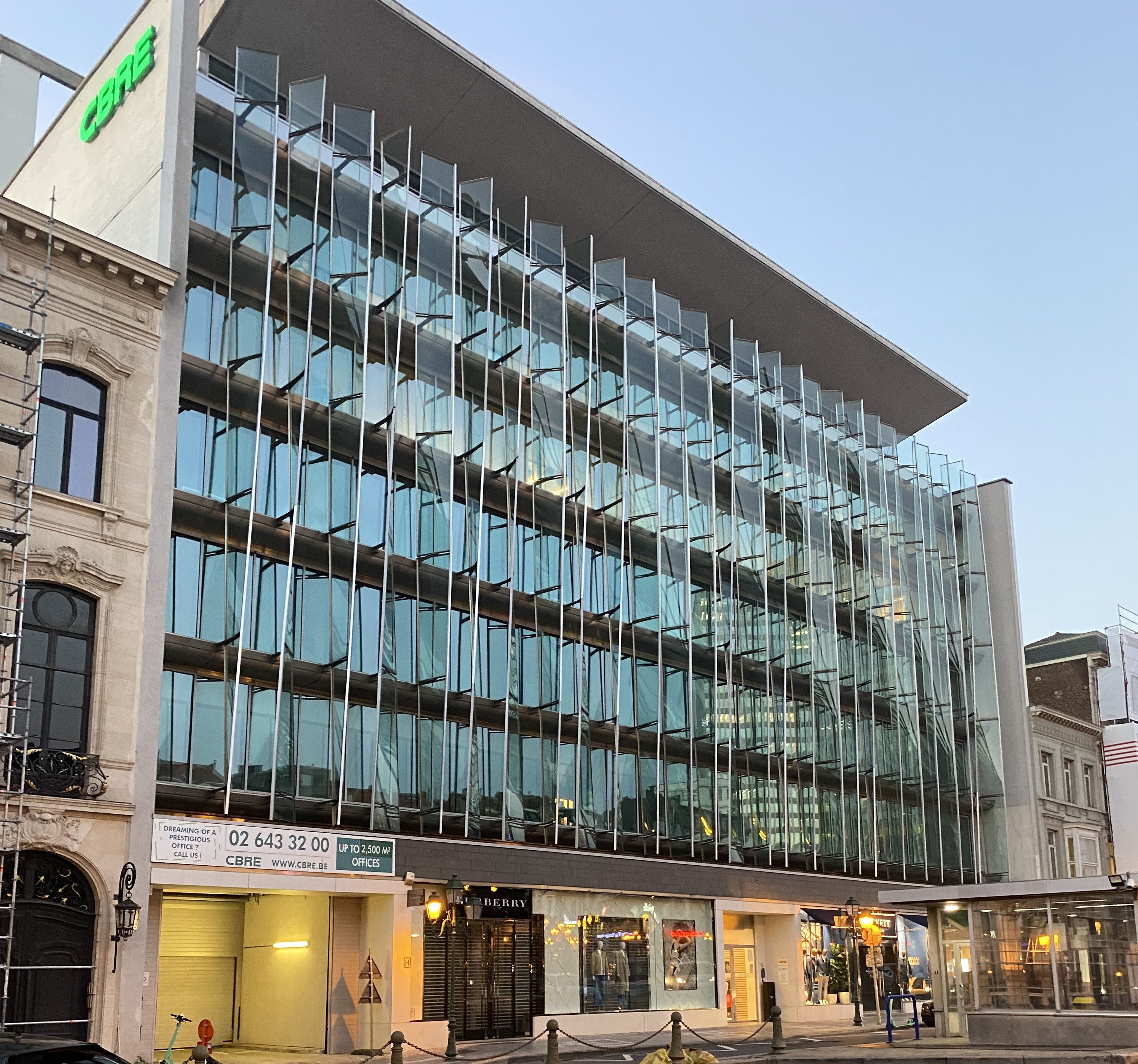
Voormalig hoofdkantoor aan de Waterloolaan (nr. 16) in Brussel, in 1958 door architect Hugo Van Kuyck ontworpen en in 1961 in gebruik genomen

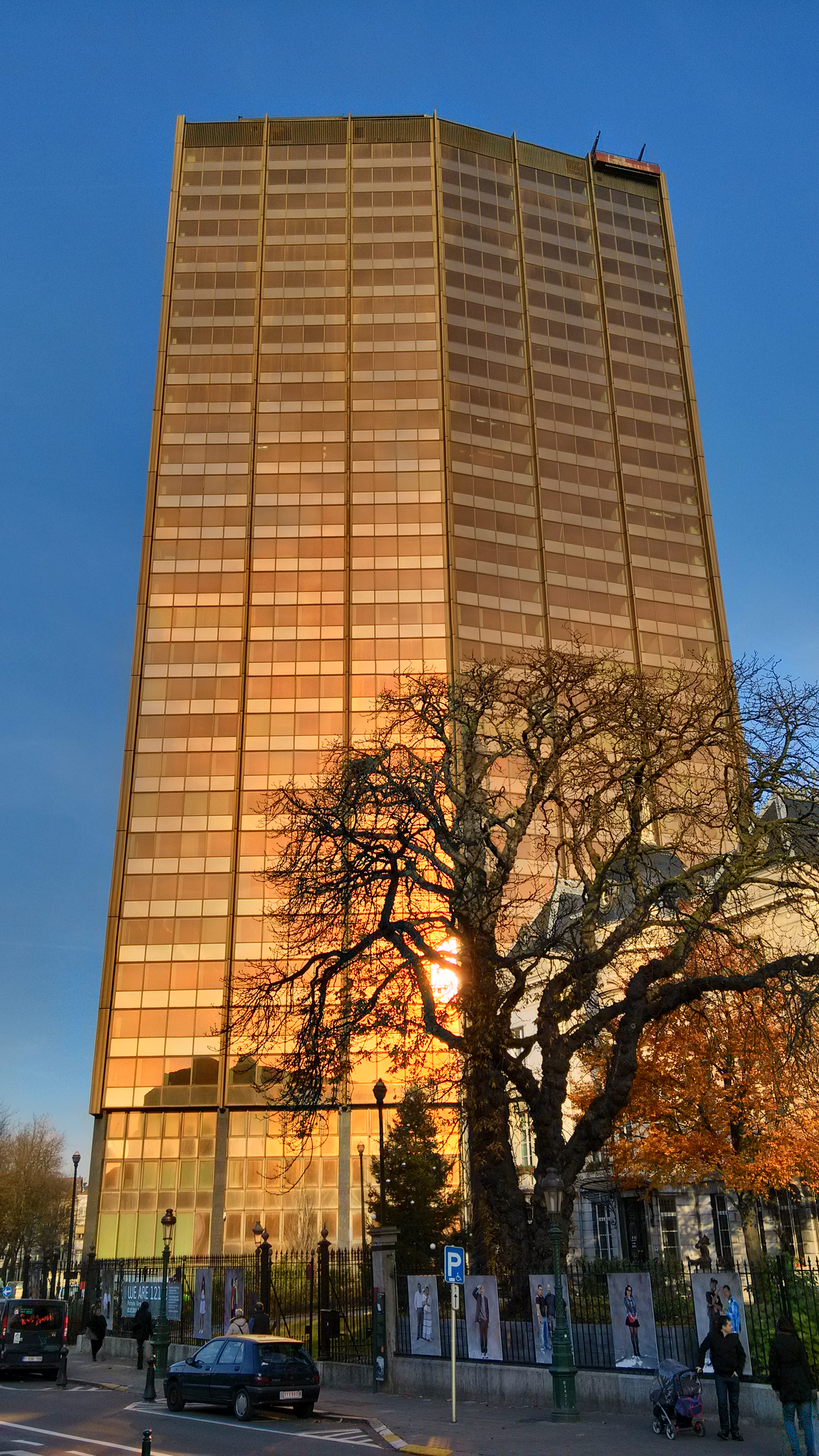
De Astrotoren, waar de NMKN van 1980 tot 2005 gevestigd was

De Nationale Maatschappij voor Krediet aan de Nijverheid (Frans: Société nationale de crédit à l'industrie), afgekort NMKN/SNCI, was een Belgische publieke bank. Ze werd opgericht in 1919 om de wederopbouw na de Eerste Wereldoorlog te helpen financieren en fuseerde uiteindelijk in 1995 met de ASLK

## Geschiedenis
De Nationale Maatschappij voor Krediet aan de Nijverheid werd op 16 maart 1919 door de Belgische Staat als een overheidsinstantie opgericht in het kader van de wederopbouw na de Eerste Wereldoorlog, deels geïnspireerd door het Franse Crédit national. Het werd aanvankelijk gefinancierd door de Nationale Bank van België (NBB) en de aandelen werden verdeeld over de aandeelhouders van de NBB, waaraan het aanvankelijk een zustermaatschappij was. De hoofdzetel was gevestigd aan de De Berlaimontlaan (nr. 26), niet ver van die van de NBB.
De NMKN was aanvankelijk gespecialiseerd in scheepvaartleningen en in subsidies voor industriële bedrijven waarvan de fabrieken tijdens de oorlog beschadigd waren. In 1926 zorgde een kapitaalverhoging ervoor dat de grote Belgische commerciële banken hun aanwezigheid in de aandeelhouders van de NMKN konden versterken en geleidelijk het bestuur van de bank konden domineren. In augustus 1934 werd het werkingsgebied van de NMKN uitgebreid, aangezien werd toegestaan om industriële leningen over te nemen van banken die worstelden na de Europese bankencrisis van 1931. Dit programma werd verder uitgebreid in 1935.
Na de Tweede Wereldoorlog was de NMKN betrokken bij de verdeling van leningen onder het Marshallplan. In de loop der tijd opende de instelling filialen en kantoren in Antwerpen, Bergen, Brugge, Charleroi, Doornik, Gent, Hannuit, Hasselt, Kortrijk, Leuven, Luik, Lokeren, Mechelen, Namen, Nijvel, Sint-Niklaas, Turnhout, Verviers en Vilvoorde.
In 1973 was de NMKN een van de oprichters van een club van gespecialiseerde langetermijnkredietinstellingen binnen de Europese Gemeenschap, samen met onder andere het Franse Crédit national, het Duitse Kreditanstalt für Wiederaufbau, het Italiaanse Istituto Mobiliare Italiano, de Nederlandse Nationale Investeringsbank en de Britse Finance Corporation for Industry.
Van 1968 tot 1986 werkte NMKN samen met de Algemene Spaar- en Lijfrentekas (ASLK) en werd het een belangrijke verstrekker van staatssteun aan Belgische industriële bedrijven, met name in de textiel- en staalsector. Na 1986 begon het de NMKN eigen bankactiviteiten te ontwikkelen en in 1994 kreeg het een volledige banklicentie. De rol en het nut van de NMKN als overheidsinstantie kwam ter discussie te staan in de jaren 1980 en 1990. Het Belgische regeerakkoord van 8 mei 1988 voorzag een samenvoeging van overheidsbanken, wat resulteerde in de wet van 17 juni 1991 die de integratie van de NMKN met het Gemeentekrediet van België en het Centraal Bureau voor Hypothecair Krediet oplegde. Het Gemeentekrediet wist echter te voorkomen dat deze bepalingen werden uitgevoerd. Uiteindelijk werd de NMKN door de Belgische Staat verkocht aan de ASLK, dat de bank in 1997 volledig opnam. De Fortis-groep, dat sinds 1993 een meerderheidsbelang had in ASLK, nam ASLK in 1998 volledig over. Vanaf 1999 maakte ASLK deel uit van de Fortis Bank, sinds 2008 BNP Paribas Fortis.